# 佩克里
佩克里是巴西米纳斯吉拉斯州的一个市镇。总面积90.929平方公里，总人口2997人，人口密度33人/平方公里。